# Bitwa pod Perryville
Bitwa pod Perryville znana także jako bitwa pod Chaplin Hills – bitwa wojny secesyjnej, stoczona we wzgórzach Chaplin, na zachód od Perryville 8 października 1862 r. Była kulminacją konfederackiej kampanii w Kentucky. Armia Mississippi generała Braxtona Bragga odniosła taktyczne zwycięstwo nad pojedynczym korpusem armii Ohio dowodzonym przez gen. dyw. Dona Carlosa Buella. Bitwę postrzega się jako strategiczne zwycięstwo unionistów, stąd czasem określenie bitwa o Kentucky, ponieważ siły Bragga wycofały się do Tennessee, pozostawiając stan graniczny, jakim było Kentucky, w rękach Północy.
7 października armia Buella, w pościgu za Braggiem, przemaszerowała przez małe miasteczko Perryville (zbudowane na skrzyżowaniu) w trzech kolumnach. Unioniści poharcowali z kawalerią konfederatów przy Springfield Pike, przed wydaniem bitwy na Peters Hill, gdy przybyła piechota, zdesperowana, by dostać się do źródła świeżej wody. Następnego dnia o świcie rozpoczęły się walki wokół wzgórza – wojska Unii nacierały wzdłuż potoku, zatrzymując się dopiero przed liniami rebów. Po południu dywizja południowców uderzyła na lewą flankę – I Korpus gen. dyw. Alexandra McCooka – i zmusiła go do odwrotu. Kiedy do walki dołączyło więcej sił, unioniści, mimo zaciekłego oporu zostali zepchnięci i rozpierzchli się.
Buell, znajdujący się kilka mil za frontem, nie zdawał sobie sprawy, że bitwa trwa i nie posłał żadnych rezerw aż do późnego popołudnia. Dopiero wtedy żołnierze, wzmocnieni przez dwie brygady, zdołali ustabilizować linię i wstrzymać kolejny atak konfederatów. Później trzy ich dywizje zaatakowały wzdłuż Springfield Pike, lecz zostały odparte i musiały wrócić do Perryville. Unioniści ruszyli w pogoń – na ulicach miasta dochodziło do starć, aż do późnego wieczora. Do tego czasu wzmocnione linie Buella zagrażały już lewej flance południowców. Bragg, któremu brakowało ludzi i zaopatrzenia, wycofał się nocą i cofał się przez następne dni, aż do wschodniego Tennessee.
Biorąc pod uwagę liczbę ofiar po obu stronach, Perryville była jedną z najkrwawszych bitew wojny secesyjnej i największą, która rozegrała się w stanie Kentucky.